# Murder Ballad
 (juin 2022).
La mise en forme du texte ne suit pas les recommandations de Wikipédia : il faut le « wikifier ».
Les points d'amélioration suivants sont les cas les plus fréquents. Le détail des points à revoir est peut-être précisé sur la page de discussion.
- Les titres sont pré-formatés par le logiciel. Ils ne sont ni en capitales, ni en gras.
- Le texte ne doit pas être écrit en capitales (les noms de famille non plus), ni en gras, ni en italique, ni en « petit »…
- Le gras n'est utilisé que pour surligner le titre de l'article dans l'introduction, une seule fois.
- L'italique est rarement utilisé : mots en langue étrangère, titres d'œuvres, noms de bateaux, etc.
- Les citations ne sont pas en italique mais en corps de texte normal. Elles sont entourées par des guillemets français : « et ».
- Les listes à puces sont à éviter, des paragraphes rédigés étant largement préférés. Les tableaux sont à réserver à la présentation de données structurées (résultats, etc.).
- Les appels de note de bas de page (petits chiffres en exposant, introduits par l'outil «  Source ») sont à placer entre la fin de phrase et le point final[comme ça].
- Les liens internes (vers d'autres articles de Wikipédia) sont à choisir avec parcimonie. Créez des liens vers des articles approfondissant le sujet. Les termes génériques sans rapport avec le sujet sont à éviter, ainsi que les répétitions de liens vers un même terme.
- Les liens externes sont à placer uniquement dans une section « Liens externes », à la fin de l'article. Ces liens sont à choisir avec parcimonie suivant les règles définies. Si un lien sert de source à l'article, son insertion dans le texte est à faire par les notes de bas de page.
- La présentation des références doit suivre les conventions bibliographiques. Il est recommandé d'utiliser les modèles {{Ouvrage}}, {{Chapitre}}, {{Article}}, {{Lien web}} et/ou {{Bibliographie}}. Le mode d'édition visuel peut mettre en forme automatiquement les références.
- Insérer une infobox (cadre d'informations à droite) n'est pas obligatoire pour parachever la mise en page.

Pour une aide détaillée, merci de consulter Aide:Wikification.
Si vous pensez que ces points ont été résolus, vous pouvez retirer ce bandeau et améliorer la mise en forme d'un autre article.
Ne doit pas être confondu avec Murder Ballads.
Murder Ballad est une comédie musicale avec la musique et les paroles de Juliana Nash, et le livret et les paroles de Julia Jordan.

## Synopsis
Murder Ballad parle d'une jeune femme nommée Sara qui sort avec un barman sauvage nommé Tom mais rompt avec lui pour Michael, un étudiant à NYU avec une vie plus sensée que les manières dangereuses de Tom. Après s'être mariée et avoir élevé un enfant, Sara commence à regretter l'ancienne vie avec Tom. Elle commence à voir secrètement Tom, mais à mesure que sa liaison devient plus passionnée avec lui, Sara aspire à reprendre la vie normale qu'elle avait avec Michael et sa fille.

## Numéros musicaux
| - "Murder Ballad" - Narrateur, Michael, Sara, Tom - "Narrator 1" - Narrateur, Sara, Tom - "I Love NY" - Sara, Tom - "Narrator 2" - Narrateur - "Little By Little" - Michael, Sara - "Troubled Mind / Promises" - Michael, Sara - "Narrator 3" - Narrateur - "Turning Into Beautiful" - Michael, Sara - "Crying Scene Theme" - Narrateur - "I Love NY Reprise 1 / Narrateur 4" - Tom, Narrator - "Prattle 1 / Narrator 5" - Michael, Sara, Narrator - "Coffee's On" - Sara, Narrateur - "Prattle 2" - Michael, Sara - "Narrator 6" - Narrateur - "Sara" - Tom, Narrateur, Sara - "Narrator 7" - Narrateur - "Mouth Tattoo" - Sara, Tom, Narrateur - "Narrator 8" - Narrateur - "Sugar Cubes and Rock Salt" - Michael - "Prattle 3" - Michael, Sara, Tom | - "My Name" - Tom, Sara - "The Crying Scene" - Narrateur - "Coffee's On Reprise" - Michael, Sara, Tom - "Built for Longing" - Sara, Michael, Tom, Narrateur - "Answer Me" - Sara, Michael, Tom - "You Belong to Me" - Tom, Sara - "Narrator 9" - Narrateur - "Troubled Mind Reprise" - Sara, Michael - "I Love NY Reprise 2" - Tom, Narrateur - "Prattle 4"- Sara, Michael - "I'll Be There" - Tom, Narrateur - "Prattle 5" - Michael, Tom, Sara - "Little By Little Reprise" - Michael, Sara - "Narrator 10 / You Belong to Me Reprise" - Sara, Narrateur, Michael, Tom - "Crying Scene Reprise" - Narrateur - "Narrator 11" - Narrateur - "Walk Away / Promises Reprise" - Sara, Michael - "Clubs and DIamonds / Prattle 6" - Narrateur, Sara - "Finale" - Narrateur, Michael, Sara, Tom |

## Production
Murder Ballad a eu sa première mondiale Off-Broadway, où il a été produit au théâtre Stage II du Manhattan Theatre Club. La production a débuté le 15 novembre 2012, après des avant-premières du 31 octobre. Le casting comprenait John Ellison Conlee, Rebecca Naomi Jones, Will Swenson et Karen Olivo. Initialement prévue pour se terminer le 2 décembre, la production a été prolongée de deux semaines et fermée le 16 décembre 2012. Un enregistrement du casting est sorti. La production a été transférée au Off-Broadway Union Square Theatre le 22 mai 2013, après les avant-premières du 7 mai. Il a fermé le 21 juillet 2013. Le casting est resté le même à l'exception du départ de Karen Olivo, qui a été remplacée par Caissie Levy. La production a été nommée pour le Lucille Lortel Award 2013, Outstanding Musical, 2013 Off Broadway Alliance Award, Best New Musical et 2013 Outer Critics Circle Award, Outstanding New Off-Broadway Musical.
La première régionale a eu lieu au TUTS Underground à Houston, au Texas, en avril 2014, avec un casting composé de Lauren Molina, Steel Burkhardt, Kristin Warren et Pat McRoberts.
Murder Ballad a sa première européenne en Belgique le 9 mars 2016. Elle a été traduite en néerlandais et interprétée par le muziektheater proMITHEus à Louvain, Anvers et Gand.
La comédie musicale a eu sa première au Royaume-Uni au Arts Theatre dans le West End, avec une soirée d'ouverture le 5 octobre 2016, après des avant-premières du 30 septembre. Le casting comprenait Kerry Ellis dans le rôle de Sara, Ramin Karimloo dans celui de Tom, Norman Bowman dans le rôle de Michael et Victoria Hamilton-Barritt en tant que narrateur (qui a été nommée pour le Laurence Olivier Award de la meilleure actrice dans un second rôle dans une comédie musicale),. La production a reçu trois nominations aux Whatsonstage.com Awards 2017, avec des hochements de tête pour Karimloo et Hamilton-Barritt, et la meilleure conception vidéo pour Laura Perrett. Il a joué une série limitée jusqu'au 3 décembre 2016.
En 2017, Murder Ballad a été présenté en Argentine, avec Florencia Otero dans le rôle de Sara, German Tripel dans le rôle de Michael , Patricio Arellano dans le rôle de Tom et Sofia Rangone dans le rôle du narrateur.
2019 a vu une version italienne, avec des paroles traduites et adaptées.
De septembre 2020 à juin 2021, une version entièrement Corona-Proof produite par STENT Producties fera une tournée à travers les Pays-Bas, la tournée compte environ 100 spectacles. Le producteur a récemment annoncé qu'il apporterait la version néerlandaise en Belgique en 2022
En 2020, la première australasienne a eu lieu à Greymouth, en Nouvelle-Zélande, en septembre. La production a été jouée au Regent Theatre Greymouth, du 20 mai au 23 mai 2020. Il a été produit par SuperBrain ProductioNZ et réalisé par Jamie Mosher. Le casting comprenait Rosie Barnes comme Sara, Cary Lancaster comme Michael, Stephen Brassett dans le rôle de Tom et Helen Wallis dans le rôle du narrateur. Il s'agissait de la première performance post-confinement COVID-19 réalisée en Nouvelle-Zélande après l'application des limites de rassemblement.[réf. nécessaire]

## Personnages et casting original
| Personnage       | Hors de Broadway (2012) | Hors de Broadway (2013) | Régional de Houston (2014) | Extremite ouest (2016) ,  | Buenos Aires (2017) ,    | Les Pays-Bas (2020/2021) , | Nouvelle-Zélande (2020) | Belgique (2023) , |
| ---------------- | ----------------------- | ----------------------- | -------------------------- | ------------------------- | ------------------------ | -------------------------- | ----------------------- | ----------------- |
| Narrateur        | Rebecca Naomi Jones     | Rebecca Naomi Jones     | Christine Warren           | Victoria Hamilton-Barritt | Sofia Rangone            | Cystine Carréon            | Hélène Wallis           |                   |
| Sara             | Karen Olivo             | Cassie Lévy             | Lauren Molina              | Kerry Ellis               | Florence Otero           | Vajen van den Bosch        | Rosie Barnes            |                   |
| Tom              | Will Swenson            | Will Swenson            | Acier Burkhardt            | Ramin Karimloo            | Patricio Arellano        | Jonathan Demoor            | Stephen Brasset         |                   |
| Michael          | John Ellison Conlee     | John Ellison Conlee     | Pat McRoberts              | Archer normand            | Triple "Tripa" allemande | Copain Vedder              | Cary Lancaster          |                   |
| Standby masculin | Tour Josh               | Tour Josh               |                            | Matthieu Harvey           |                          |                            |                         |                   |
| Standby féminin  | Nicole Lewis            | Nathalie Wachen         |                            | Natalie McQueen           |                          |                            |                         |                   |